# Florence Barrett
Florence Elizabeth Barrett (CH CBE) (Bristol, 1867 - Maidenhead, 7 de agosto de 1945) foi uma proeminente médica e cirurgiã britânica. 
Foi uma das principais ginecologistas e obstetras de seu tempo, tendo ministrado cursos para cuidado neo-natal e infantil e levantado fundos para refeições comunitárias para mulheres e crianças pobres.

## Biografia
Florence nasceu em Henbury, hoje subúrbio de Bristol, em 1867. Era a quarta criança do comerciante Benjamin Perry. Mesmo tendo recebido pouca educação formal quando criança, ela estudou fisiologia e química orgânica no University College de Bristol, formando-se como a primeira da classe em 1895. Em 1900 obteve o bacharelado em medicina e em 1906 tornou-se médica plena pela London School of Medicine for Women.
Começou a trabalhar logo em seguida no Royal Free Hospital, onde foi uma participante ativa na criação do London School of Medicine for Women, vindo a se tornar decana da instituição e depois sua presidente em 1937. O Royal Free Hospital era, na época, a única instituição que aceitava mulheres em treinamento na área médica. Em 1916, foi uma das líderes da campanha para angariar fundos para uma nova ala do hospital, que incluía uma maternidade, pediatria e berçário. Florente também se ocupava em elevar o status da profissão da enfermagem.
Antes da eclosão da Primeira Guerra Mundial, Florence estabeleceu centros de voluntariado por Londres para fornecer refeições para crianças e mulheres grávidas pobres e sem acesso à alimentação, algo radical para a época. A correlação entre alimentação saudável na gestação e na primeira infância ainda não era bem compreendida e estava começando a ser estudada e o governo britânico não se envolvia nessa área. Em 1916, foi uma das palestrantes em um curso de cuidado neonatal e infantil na Associação Nacional de Prevenção à Mortalidade Infantil do Reino Unido. O curso treinava enfermeiras e especialistas em parto para melhor atender crianças e recém-nascidos.
Em 1917, ano em que as mulheres começaram a ser aceitas na Ordem do Império Britânico, Florence foi eleita e depois, em 1929, foi eleita para a Ordem dos Companheiros de Honra por seus feitos em arte, literatura, música, ciência, política, indústria e religião. Ale´m de ter trabalhado no Mothers’ Hospital de 1913 até sua morte, ela também trabalhou no Royal Free Hospital, onde a ala de partos leva seu nome. Foi cirurgiã honorária do Marie Curie Hospital, em 1924; ela participou de uma das equipes médicas originais criadas para investigar o potencial terapêutico do rádio, particularmente no tratamento do câncer cervical e uterino, o que levou à fundação do hospital em 1929.
Florence foi presidente da Medical Women's Federation em 1923 e vice presidente de ginecologia e obstetrícia da British Medical Association. Foi membro da Royal Society of Medicine e presidente da Medical Women's International Association. Apoiava o sufrágio e os direitos iguais entre homens e mulheres. Durante a Segunda Guerra Mundial, levantou fundos para a compra de ambulâncias para a Cruz Vermelha.

## Eugenia
Assim como muitos de seus contemporâneos, Florence acreditava na eugenia e era membro ativo na Eugenics Society, sendo inclusive parte do conselho diretor em 1917. Muitas figuras proeminentes da época, incluindo o ex-primeiro ministro Arthur Balfour, era membro da sociedade, assim como Virginia Woolf, Marie Stopes, T.S. Eliot e W.B. Yeats também tinham interesse no assunto. Para a época, cuidar da saúde das gestantes e dos bebês não era apenas uma questão de saúde pública, mas também de "escolher" e "cuidar" dos "melhores" entre os britânicos para garantir o "futuro da raça".
Florence era contra os métodos contraceptivos, pois acreditava que isso interferiria "com o curso natural do ato sexual" e o degradaria para o "desejo grosseiramente físico".

## Família
Em 1896, aos 28 anos, Florence se casou com Frederick George Ingor Willey, um cirurgião de 32 anos, entretanto Frederick era abusivo e violento e depois de 13 anos, Florence pediu o divórcio em 1909. O casal não teve filhos.
Sete anos depois, ela se casou pela segunda vez, aos 49 anos, com Sir William Fletcher Barrett, na época com 72 anos. Ele foi professor de física no Royal College of Science de Dublin entre os anos de 1873 e 1910. O casamento durou nove anos, até a morte de William por um infarto, em 1925. Os dois eram ambos apaixonados pela ciência e pesquisa.

## Morte
Florence morreu em 7 de agosto de 1945, aos 78 anos, em Maidenhead, Berkshire. Em seu testamento, ela deixou a biblioteca de seu marido para a Society for Psychical Research e financiou uma bolsa de estudos para a Royal Free Hospital School of Medicine for Women.